# Bisphenol Z
Bisphenol Z, kurz BPZ, ist eine aromatische chemische Verbindung aus der Gruppe der Diphenylmethan-Derivate und der Bisphenole. In BPZ ist das die beiden aromatischen Ringe verbrückende Kohlenstoffatom gleichzeitig Teil eines Cyclohexanrings.

## Gewinnung und Herstellung
Eine mögliche Synthese zur Gewinnung von BPZ stellt das nachfolgende Reaktionsschemata dar:
Des Weiteren eignet sich diese Methode besonders gut als Einstiegsexperiment für das Standardthema der elektrophilen aromatischen Substitution in der organischen Chemie. Das Experiment ist kostengünstig und innerhalb normaler Laborzeit durchzuführen.

## Verwendung
BPZ dient als Rohstoff bei der Herstellung von Spezialkunststoffen wie z. B. Polyphosphoester und anderen Polycarbonat-Blends.